# 小行星7076
小行星7076（英語：7076）是一颗围绕太阳公转的小行星。1980年10月30日，茲丹卡·瓦弗洛娃在克列特发现了此天体。
这颗小行星的绝对星等为227.9364740967121等。